# Zhong Weiping
Zhong Weiping (仲维萍S, Zhòng WéipíngP; Shanghai, 23 ottobre 1981) è una schermitrice cinese, specializzata nella spada. Ha vinto una medaglia d'oro, una d'argento ed una di bronzo ai Campionati mondiali di scherma.